# Elymus caesifolius
Elymus caesifolius är en gräsart som beskrevs av Áskell Löve och Shou Liang Chen. Elymus caesifolius ingår i släktet elmar, och familjen gräs.
Artens utbredningsområde är Tibet. Inga underarter finns listade i Catalogue of Life.